# NGC 7004
NGC 7004 је спирална галаксија у сазвежђу Индијанац која се налази на NGC листи објеката дубоког неба.
Деклинација објекта је - 49° 6' 51" а ректасцензија 21h 4m 2,0s. Привидна величина (магнитуда) објекта NGC 7004 износи 13,1 а фотографска магнитуда 14,0. NGC 7004 је још познат и под ознакама ESO 235-46, FAIR 938, PGC 66019.